# En borde inte sova
En borde inte sova är en visa med text av Jeremias i Tröstlösa och musik av Gustaf Wennerberg. Det är den första dikten i Jeremias bok II från 1915. Tonsättningen av Wennerberg publicerades i Tre sånger 1925. Sången spelades in av Sven d'Ailly 1928. Texten är skriven på närkingska, men förekommer ibland på standardspråk, "Man borde inte sova", men då försvinner tvetydigheten i det fyndiga slutet "En borde si på stjärnera... En borde vara två."
Hela originaldikten av Jeremias i Tröstlösa på dialekt som texten är återgiven i verket Gustaf V och hans tid. En bokfilm. 1907-1918 (förf. Erik Lindorm, 1936) lyder följande:
En borde inte sova.

En borde inte sova, då natta faller på,
för tänk så mycke stjärner som blänker i dä blå. 
Dä ä så tyst å stilla. 
Te sova vure illa. 
Ja vandrar mina vägar över slätt å gynum skog 
å stjärnera di följer mej så sällskap har ja nog.

Dä säjs att di ä tusen mil å mer ändå från oss.
Än brinner di mä stadit sken, än flammar di som bloss. 
Som silver å kristaller 
nu deras gnister faller, 
å en å annan flämtar te, når ho ha brunne ut. 
Så faller ho. Då blir det som e strimma rök te slut.

En kan’le allri drömma så grannt å underbart 
som själva natta ter sej, då stjärner lyser klart. 
Dä ä som um dä hördes 
ett silverspel som rördes. 
En borde inte sova, när natta faller på! 

En borde si på stjärnera... En borde vara två.